# 蕭銘卣
蕭銘卣，字秬薌，號偉侯，山東福山縣人。僑居玉田縣。清朝政治人物，翰林。

## 生平
道光十五年（1835年）蕭銘卣中式順天乙未恩科鄉試中舉人，道光二十七年（1847年）考中丁未科二甲第三十一名進士，改庶吉士，道光三十年（1850年）散館三等，改刑部主事，升員外郎。
蕭銘卣工書法，在曲周任職時，“城中為之紙貴”。

## 家族
曾祖蕭榕年為乾隆年間進士，官至知州。